# Comportamento de lordose
A lordose é uma ação reflexa que faz muitas fêmeas de mamíferos não primatas adotarem uma posição corporal frequentemente fundamental para o comportamento reprodutivo. A postura desloca a inclinação pélvica para frente, com a porção posterior da pelve elevando-se, a parte inferior angulando-se para trás e a anterior inclinando-se para baixo. A lordose auxilia na cópula ao elevar os quadris, facilitando a penetração pelo pênis. É comumente observada em fêmeas de mamíferos durante o estro (estar “no cio”). A lordose ocorre durante a cópula e, em algumas espécies, como o gato, durante o comportamento pré-copulatório.

## Neurobiologia
O arco reflexo da lordose está pré-configurado na medula espinhal, ao nível das vértebras lombares e sacrais (L1, L2, L5, L6 e S1). No cérebro, várias regiões modulam o reflexo da lordose. Os núcleos vestibulares e o cerebelo, através do trato vestibular, enviam informações que permitem coordenar o reflexo da lordose com o equilíbrio postural. Mais importante, o hipotálamo ventromedial envia projeções que inibem o reflexo ao nível espinhal, impedindo sua ativação em todos os momentos. Hormônios sexuais controlam a reprodução e coordenam a atividade sexual com o estado fisiológico. Esquematicamente, na época de reprodução e quando um óvulo está disponível, hormônios (especialmente estrogênio) induzem simultaneamente a ovulação e o estro. Sob ação do estrogênio no hipotálamo, o reflexo da lordose é desinibido. A fêmea fica pronta para cópula e fertilização.
Quando um macho monta a fêmea, estímulos táteis nos flancos, no períneo e nas nádegas da fêmea são transmitidos pelas vias sensitivas na medula espinhal. Na medula e no tronco encefálico inferior, essas informações se integram às que vêm do cérebro e então, em geral, um impulso nervoso é transmitido aos músculos pelas vias motoras. A contração dos músculos longuíssimo e transversoespinal provoca o arqueamento ventral da coluna vertebral.

## Regulação hormonal e cerebral
O comportamento sexual é otimizado para a reprodução, e o hipotálamo é a principal área cerebral que regula e coordena os aspectos fisiológicos e comportamentais da reprodução. Na maior parte do tempo, o núcleo ventromedial do hipotálamo (NVM) inibe a lordose. Mas quando as condições ambientais são favoráveis e a fêmea está no estro, o hormônio estradiol induz receptividade sexual pelos neurônios no NVM, no periaqueduto cinzento e em outras áreas do cérebro. O hipotálamo ventromedial envia impulsos por axônios que fazem sinapse com neurônios no periaqueduto cinzento. Estes conduzem o impulso a neurônios na formação reticular medular que projetam-se pelo trato reticuloespinal e fazem sinapse com os circuitos neurobiológicos do reflexo da lordose na medula espinhal (L1–L6). Esses processos neurobiológicos induzidos pelo estradiol permitem que os estímulos táteis desencadeiem a lordose.
Os mecanismos de regulação desse reflexo dependente de estrogênio foram identificados por meio de diferentes experimentos. Quando o NVM é lesionado, a lordose é abolida, sugerindo a importância dessa estrutura cerebral na regulação da lordose. Em relação aos hormônios, as manifestações de lordose podem ser afetadas pela ovariectomia, injeções de benzoato de estradiol e de progesterona, ou exposição a estresse durante a puberdade. Especificamente, o estresse pode suprimir o eixo hipotálamo-hipófise-gonadal e diminuir as concentrações de hormônios gonadais. Consequentemente, essas reduções na exposição a hormônios gonadais durante a puberdade podem resultar em diminuição do comportamento sexual na vida adulta, incluindo exibições de lordose.

## Em humanos
Embora o comportamento de lordose não tenha sido observado em humanos, posições semelhantes podem ser vistas em indivíduos em que o parceiro monta por trás, com o reflexo autônomo de lordose substituído por uma decisão consciente de expor a vulva para penetração.

Em um estudo de 2017, utilizando modelos 3D e rastreamento ocular, demonstrou-se que a leve projeção para frente dos quadris de uma mulher influencia a percepção de atratividade e atrai o olhar de homens e mulheres. Os autores argumentam: “enquanto a postura reflexiva de lordose não é exibida por fêmeas humanas e a receptividade não é passiva ou obrigatória, uma manifestação de curvatura lombar pode servir como vestígio de sinal de proceptividade/receptividade entre homens e mulheres”. Anteriormente, a antropóloga Helen Fisher especulou que, quando uma mulher usa saltos altos, os glúteos projetam-se e as costas arqueiam-se numa pose que simula o comportamento de lordose, razão pela qual os saltos altos são considerados “sexy”. Evidências recentes também apoiaram a percepção de receptividade sexual em mulheres ao arquear as costas em posições supina e quadrúpede. Pesquisadores descobriram que mulheres percebem outras mulheres exibindo essa postura como possível ameaça ao seu relacionamento amoroso.